# 恋わずらい (ステーンの絵画)
『恋わずらい』（こいわずらい）、または『病気の娘』（びょうきのむすめ、蘭: Het zieke meisje、英: The Sick Girl）は、オランダ黄金時代の画家ヤン・ステーンが1660年に板上に油彩で制作した絵画である。1768年にウィレム5世 (オラニエ公)のコレクションに入ったが、ナポレオン戦争中にフランス軍に接収され、1795-1815年の間、パリの中央美術館 (現在のルーヴル美術館) に展示されていた。作品は1816年に返還された後にはデン・ハーグのウィレム5世ギャラリーでの展示を経て、1822年以降、デン・ハーグのマウリッツハイス美術館に所蔵されている。

## 主題

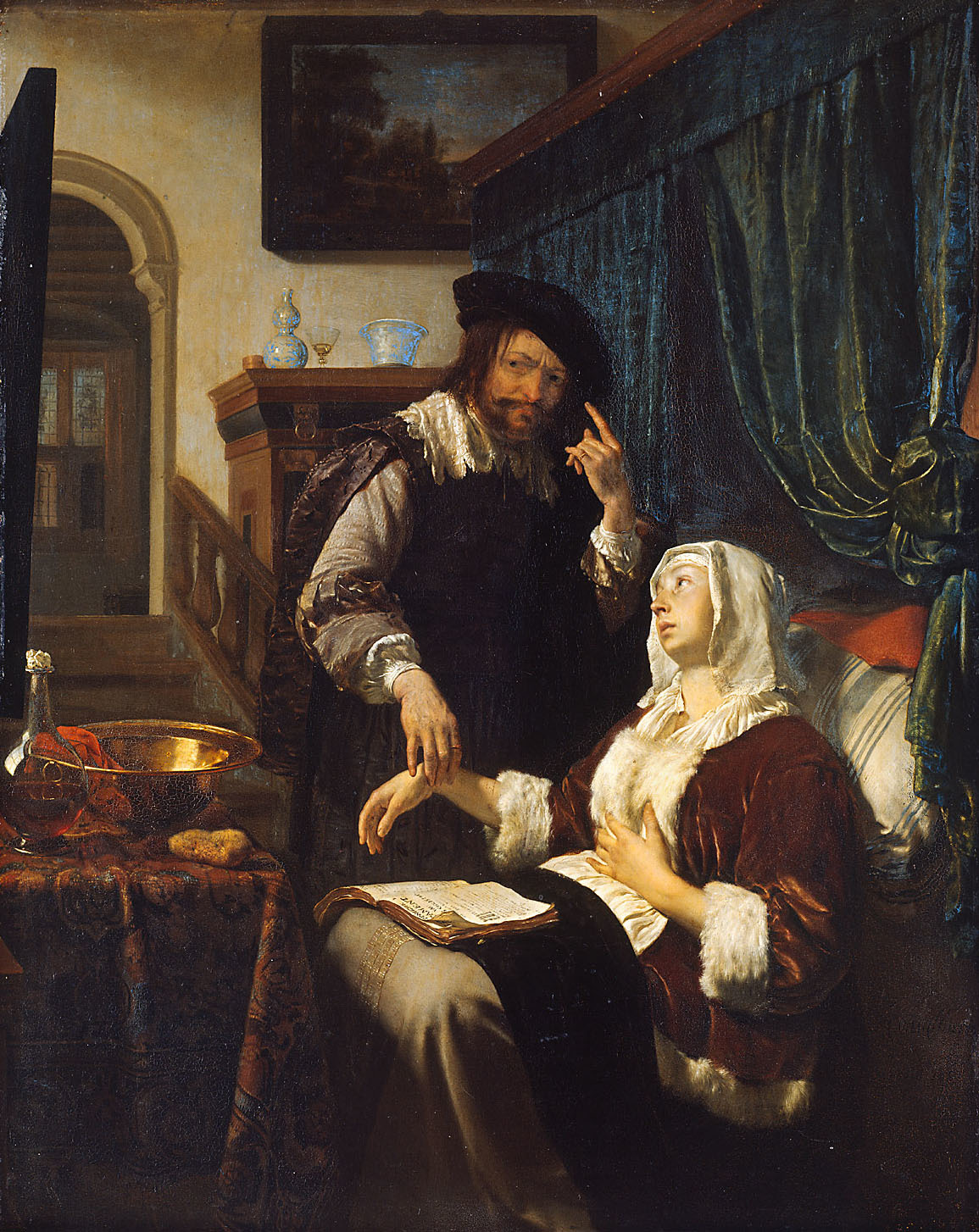
フランス・ファン・ミーリス『医師の往診』 (1657年)、美術史美術館、ウィーン

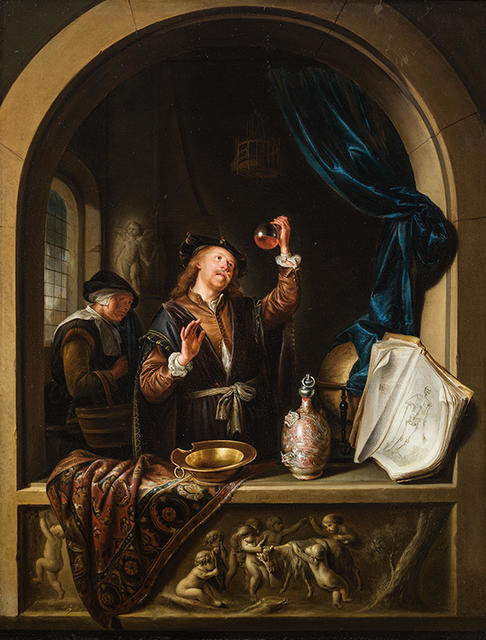
ヘラルト・ドウ『内科医』 (1653年)、クライストチャーチ美術館、クライストチャーチ

ステーンが描いた主題の中で、「恋わずらい」に関するものほど多く扱われたものはない。「医者の往診」、あるいは「病気の娘」とも題されるそれらの作品には20点近くものヴァリエーションがあり、病んだ若い女性が寝室に医師を迎える姿が描かれる。ステーンの友人であった画家フランス・ファン・ミーリスは1657年に同主題を表した最初の『医師の往診』 (美術史美術館、ウィーン) を描いており、ステーンは彼に啓発されたのかもしれない。
「恋わずらい」の主題を人気のものにしたのはステーンであるが、ハブリエル・メツー、ヤーコプ・オフテルフェルト、ゴドフリート・スカルッケンなど多くの画家たちも取り上げた。なお、この主題はレイデンの画家ヘラルト・ドウが描いた、尿を検査する『内科医』 (クライストチャーチ美術館、クライストチャーチ) に起源を持っているようで、間違いなくファン・ミーリスとステーンを触発したと思われる。
「恋わずらい」の主題が意味するところは常に同じであり、ステーンの同時代の人々には一見してすぐに理解できた。若い女性がわずらっているのは「フロール・ウテリヌス (furor uterinus、子宮熱)」、いわゆる「恋わずらい」で、当時は命にかかわると見なされた、誰でも知っている病気であった。原因は禁欲とされ、子宮が不安定な状態にあると思われていた。その治療法はただひとつで、女性が結婚して、相愛の人と床入りするしかない。当時の医学はこの病と真剣に取り組んだが、この病は当時、様々な芝居の主題となった。そこでは、恋わずらいに悩む娘が頑固者の父に結婚を許してもらうため、召使も巻き込んだ仮病を使い、この病気にかかったふりをする。しかし、鈍感な医者は、騙されているとは夢にも思わないという筋立てであった。

## 作品

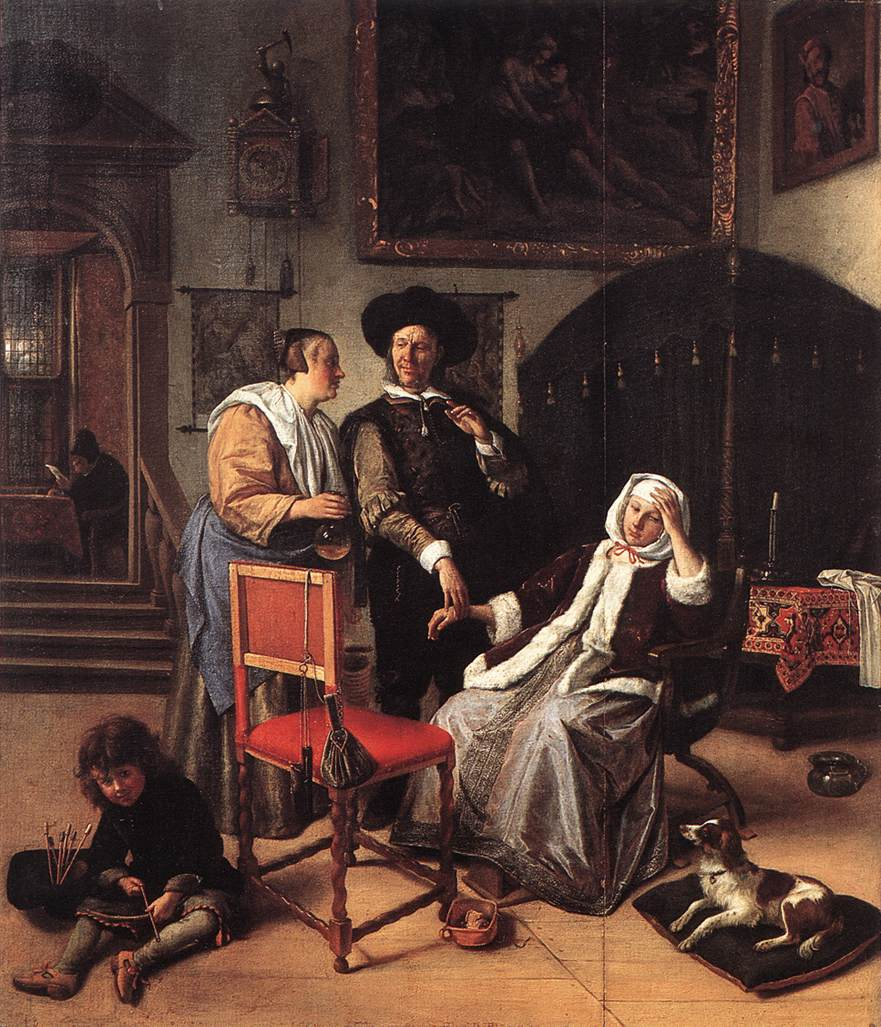
ヤン・ステーン『医師の往診』 (1660-1662年)、アプスリーハウス、ロンドン

「恋わずらい」を表す彼の絵画では、患者の女性は皆、天蓋のあるベッドに横たわるか、本作のように椅子に座っている。ステーンの関心は病の滑稽な面に向いている。医師はおかしなくらい古めかしい服装をして、滑稽な人物として表されている。若い女性は、脈をとろうとする医師のために手首を持ち上げることもままならない。背後では召使が見つめ、もう1人の女性が右端の暖炉に石炭をくべている。石炭が赤々と燃えているのは、その匂いが「病んだ子宮」を癒す効果があると信じられていたためで、こうしたモティーフはこの主題には付き物である。前景右寄りの犬が姿の見えない恋人を象徴しているのも間違いない。マントルピースの上にあるキューピッドの持つ意味合いは明白で、高く掲げた恋の矢は娘の病に効く唯一の治療法を表している。
通常、ステーンは室内をあたかも舞台装置のように描き、部屋の奥の壁は画面と平行になっている。しかし、本作では室内の情景は斜めから描かれており、鑑賞者は2つの壁が交差する部屋の隅を眺めることになる。したがって、ステーンは、消失点が2つある透視図法を用いて空間の奥行きを表すという難題に取り組んでいる。一方、物の質感の見事な描写も目を引き、脱ぎ捨てられたスリッパや検尿用フラスコを入れる枝編み細工の籠などが丁寧に描いているのはいかにもステーンらしい。もう1つほほえましい細部表現として女性のこめかみに見える付けぼくろが挙げられる。女性の肌の白さを引き立てるため、当時はこのような丸い布の小片を利用したのである。